# Google Search Appliance
Google Search Appliance — масштабируемое аппаратное решение, позволяющее организовать автономный внутрикорпоративный поиск по документам и информационным ресурсам компании в локальной сети.
Решение реализовано на поисковых технологиях Google, работает автономно (без необходимости подключения ко внешней сети Интернет), имеет дополнительные средства администрирования прав доступа, конфигурирования и настройки результатов поисковой выдачи.

## Особенности
- поддержка Google Analytics и Google Sitemaps
- возможность поиска информации среди различных типов файлов (HTML, PDF, Microsoft Office, всего более 220 типов файлов), по базам данных (Oracle, MySQL, Microsoft SQL Server, IBM DB2, Sybase), поиск в сторонних системах управления данными (CRM, ERP, ELP)
- интеллектуальное использование синонимов (при поиске по запросу «мобильный телефон» будут также показаны результаты для запроса «сотовый телефон»)
- похожие результаты группируются для скрытия дубликатов
- результаты выдачи могут быть отсортированы по дате, или релевантности
- автоопределение языка (28 различных языков)
- локализация интерфейса для 32 разных языков
- автоматический перевод результатов поиска на странице выдачи — начиная с версии GSA 7.0
- поиск экспертов, связанных с пользовательским запросом (на страницу поисковой выдачи выводятся профили экспертов из SharePoint) — начиная с версии GSA 7.0
- настройка уведомлений о появлении новых результатов поиска с регулируемой периодичностью
- возможность фильтрации результатов поиска по языку, типам файлов, источникам информации, метатегам

### Производительность
- Модель G100 способна проиндексировать до 20 миллионов документов
- Модель G500 способна проиндексировать до 100 миллионов документов

### Масштабируемость
Для увеличения производительности несколько устройств могут быть соединены в кластер. В этом случае ограничение на количество индексируемых документов отсутствует.